# Sarcosperma pedunculatum
Sarcosperma pedunculatum är en tvåhjärtbladig växtart som beskrevs av William Botting Hemsley. Sarcosperma pedunculatum ingår i släktet Sarcosperma och familjen Sapotaceae. Inga underarter finns listade i Catalogue of Life.